# Torneo Regional 1978
El Torneo Regional 1978 fue la duodécima edición de este torneo, organizado por el Consejo Federal de la Asociación del Fútbol Argentino. Su objetivo era clasificar 4 equipos para disputar el Campeonato Nacional 1978.

## Sistema de disputa
En este torneo se dividió a los 47 participantes en 8 grupos por cercanía geográfica, variando la cantidad de equipo por zona. Todas las fases del torneo se jugaban por el sistema de eliminación directa con partidos de ida y de vuelta, con los equipos ingresando en diferentes etapas. 
Los ganadores de cada grupo jugaron las finales. Los 4 ganadores clasificaron al Torneo Nacional 1978.

## Equipos participantes

### Distribución geográfica
| Región                           | Equipos |
| -------------------------------- | ------- |
| Provincia de Buenos Aires        | 11      |
| Provincia de Catamarca           | 1       |
| Provincia del Chaco              | 2       |
| Provincia del Chubut             | 2       |
| Provincia de Córdoba             | 4       |
| Provincia de Corrientes          | 2       |
| Provincia de Entre Ríos          | 5       |
| Provincia de Formosa             | 1       |
| Provincia de Jujuy               | 1       |
| Provincia de La Pampa            | 1       |
| Provincia de La Rioja            | 1       |
| Provincia de Mendoza             | 4       |
| Provincia de Misiones            | 2       |
| Provincia del Neuquén            | 2       |
| Provincia de Río Negro           | 1       |
| Provincia de Salta               | 0       |
| Provincia de San Juan            | 1       |
| Provincia de San Luis            | 2       |
| Provincia de Santa Cruz          | 1       |
| Provincia de Santa Fe            | 2       |
| Provincia de Santiago del Estero | 1       |
| Provincia de Tierra del Fuego    | 0       |
| Provincia de Tucumán             | 0       |
| Total                            | 47      |

### Grupos
| Grupo   | Equipo                                          | Localidad                   | Provincia           | Liga de origen                               |
| ------- | ----------------------------------------------- | --------------------------- | ------------------- | -------------------------------------------- |
| Grupo A | Club Alumni Azuleño                             | Azul                        | Buenos Aires        | Liga de Fútbol de Azul                       |
| Grupo A | Club Social y Deportivo Estación Quequén        | Quequén                     | Buenos Aires        | Liga Necochense de Fútbol                    |
| Grupo A | Club Atlético Estudiantes                       | Olavarría                   | Buenos Aires        | Liga de Fútbol de Olavarría                  |
| Grupo A | Club Atlético y Biblioteca Ferrocarril Sud      | Tandil                      | Buenos Aires        | Liga Tandilense de Fútbol                    |
| Grupo A | Club Atlético Huracán                           | Tres Arroyos                | Buenos Aires        | Liga Regional Tresarroyense de fútbol        |
| Grupo A | Club Jorge Newbery                              | Junín                       | Buenos Aires        | Liga Deportiva del Oeste                     |
| Grupo A | Club Atlético Juventud                          | Pergamino                   | Buenos Aires        | Liga de Fútbol de Pergamino                  |
| Grupo A | Club Social y Deportivo La Emilia               | San Nicolás                 | Buenos Aires        | Liga Nicoleña de Fútbol                      |
| Grupo A | Club Olimpo                                     | Bahía Blanca                | Buenos Aires        | Liga del Sur (Bahía Blanca)                  |
| Grupo A | Club Atlético Quilmes                           | Mar del Plata               | Buenos Aires        | Liga Marplatense de Fútbol                   |
| Grupo B | Club El Ciclón                                  | Carmen de Patagones         | Buenos Aires        | Liga Rionegrina de Fútbol                    |
| Grupo B | Gaiman Fútbol Club                              | Gaiman                      | Chubut              | Liga de Fútbol Valle del Chubut              |
| Grupo B | Club Atlético Huracán                           | Comodoro Rivadavia          | Chubut              | Liga de Fútbol de Comodoro Rivadavia         |
| Grupo B | Club Social y Deportivo General Roca            | General Roca                | Río Negro           | Liga Deportiva Confluencia                   |
| Grupo B | Asociación Atlético Boxing Club                 | Río Gallegos                | Santa Cruz          | Liga de Fútbol Sur de Santa Cruz             |
| Grupo C | Club Sportivo Benjamín Matienzo                 | Goya                        | Corrientes          | Liga Goyana de Fútbol                        |
| Grupo C | Club Atlético Boca Unidos                       | Corrientes                  | Corrientes          | Liga Correntina de Fútbol                    |
| Grupo C | Club Gimnasia y Esgrima                         | Concepción del Uruguay      | Entre Ríos          | Liga de Fútbol de Concepción del Uruguay     |
| Grupo C | Club Deportivo Juventud Unida                   | Gualeguaychú                | Entre Ríos          | Liga Departamental de Fútbol de Gualeguaychú |
| Grupo C | Club Atlético Libertad                          | Concordia                   | Entre Ríos          | Liga Concordiense de Fútbol                  |
| Grupo C | Club Social y Deportivo Ñapindá                 | Colón                       | Entre Ríos          | Liga Departamental de Fútbol de Colón        |
| Grupo C | Club Atlético Patronato de la Juventud Católica | Paraná                      | Entre Ríos          | Liga Paranaense de Fútbol                    |
| Grupo C | Club Atlético Bartolomé Mitre                   | Posadas                     | Misiones            | Liga Posadeña de Fútbol                      |
| Grupo C | Sportivo Eldorado                               | Eldorado                    | Misiones            | Liga de Fútbol de Eldorado                   |
| Grupo D | Aprendices Chaqueños Unión Deportiva            | Sáenz Peña                  | Chaco               | Liga Saenzpeñense de Fútbol                  |
| Grupo D | Club Atlético Sarmiento                         | Resistencia                 | Chaco               | Liga Chaqueña de Fútbol                      |
| Grupo D | Club Sportivo Patria                            | Formosa                     | Formosa             | Liga Formoseña de Fútbol                     |
| Grupo D | Atenas Club                                     | Santo Tomé                  | Santa Fe            | Liga Santafesina de Fútbol                   |
| Grupo D | Sportivo Fútbol Club                            | Álvarez                     | Santa Fe            | Asociación Rosarina de Fútbol                |
| Grupo E | Fusión Belgrano-Toro                            | Coronel Moldes              | Córdoba             | Liga Regional de Fútbol de Río Cuarto        |
| Grupo E | Club Atlético Alumni                            | Villa María                 | Córdoba             | Liga Villamariense de Fútbol                 |
| Grupo E | Club Sportivo Belgrano                          | Almafuerte                  | Córdoba             | Liga Riotercerense de Fútbol                 |
| Grupo E | Club Atlético Talleres                          | Cruz del Eje                | Córdoba             | Liga Cruzdelejeña de Fútbol                  |
| Grupo E | Club Atlético San Martín                        | San Juan                    | San Juan            | Liga Sanjuanina de Fútbol                    |
| Grupo E | Club Jorge Newbery                              | Villa Mercedes              | San Luis            | Liga de Fútbol de Villa Mercedes (S.L.)      |
| Grupo E | Juventud Unida Universitario                    | San Luis                    | San Luis            | Liga Sanluiseña de Fútbol                    |
| Grupo F | Club Atlético All Boys                          | Santa Rosa                  | La Pampa            | Liga Cultural de Fútbol                      |
| Grupo F | Club Deportivo Argentino                        | San Rafael                  | Mendoza             | Liga Sanrafaelina de Fútbol                  |
| Grupo F | Club San Carlos                                 | Chapanay                    | Mendoza             | Liga Rivadaviense de Fútbol                  |
| Grupo F | Atlético Club San Martín                        | San Martín                  | Mendoza             | Liga Mendocina de Fútbol                     |
| Grupo F | Sport Club Pacífico                             | General Alvear              | Mendoza             | Liga Alvearense de Fútbol                    |
| Grupo F | Club Atlético Independiente                     | Neuquén                     | Neuquén             | Liga de Fútbol de Neuquén                    |
| Grupo F | Juventud Unida                                  | Plaza Huincul               | Neuquén             | Liga de Fútbol de Neuquén                    |
| Grupo G | Club Atlético San Lorenzo                       | Catamarca                   | Catamarca           | Liga Catamarqueña de Fútbol                  |
| Grupo G | Club Atlético Ledesma                           | Libertador Gral. San Martín | Jujuy               | Liga Regional Jujeña de Fútbol               |
| Grupo G | Club Atlético Estudiantes                       | Santiago del Estero         | Santiago del Estero | Liga Santiagueña de Fútbol                   |
| Grupo H | Andino Sport Club                               | La Rioja                    | La Rioja            | Liga Riojana de Fútbol                       |

## Primera etapa
| Fechas        | Grupo | Local en la vuelta                    |   | Global        |   | Local en la ida               |
| ------------- | ----- | ------------------------------------- | - | ------------- | - | ----------------------------- |
| 19 de febrero | A     | Quilmes (Mar del Plata)               | 5 | 7 - 5         | 3 | Estación Quequén              |
| 26 de febrero | A     | Quilmes (Mar del Plata)               | 2 | 7 - 5         | 2 | Estación Quequén              |
| 19 de febrero | A     | Ferrocarril Sud (Tandil)              | 1 | 5 - 3         | 2 | Alumni Azuleño                |
| 26 de febrero | A     | Ferrocarril Sud (Tandil)              | 4 | 5 - 3         | 1 | Alumni Azuleño                |
| 19 de febrero | A     | Jorge Newbery (Junín)                 | 1 | 3 - 1         | 1 | La Emilia (San Nicolás)       |
| 26 de febrero | A     | Jorge Newbery (Junín)                 | 2 | 3 - 1         | 0 | La Emilia (San Nicolás)       |
| 19 de febrero | A     | Estudiantes (Olavarría)               | 2 | 2 - 7         | 5 | Olimpo                        |
| 26 de febrero | A     | Estudiantes (Olavarría)               | 0 | 2 - 7         | 2 | Olimpo                        |
| 19 de febrero | B     | El Ciclón (Carmen de Patagones)       | 0 | 3 - 3(v)      | 1 | Deportivo Roca                |
| 26 de febrero | B     | El Ciclón (Carmen de Patagones)       | 3 | 3 - 3(v)      | 2 | Deportivo Roca                |
| 19 de febrero | C     | Patronato                             | 5 | 6 - 4         | 4 | Gimnasia y Esgrima (CdU)      |
| 26 de febrero | C     | Patronato                             | 1 | 6 - 4         | 0 | Gimnasia y Esgrima (CdU)      |
| 19 de febrero | C     | Libertad (Concordia)                  | 3 | 8 - 2         | 1 | Juventud Unida (Gualeguaychú) |
| 26 de febrero | C     | Libertad (Concordia)                  | 5 | 8 - 2         | 1 | Juventud Unida (Gualeguaychú) |
| 19 de febrero | D     | Aprendices Chaqueños                  | 2 | 2 - 5         | 4 | Sarmiento (Resistencia)       |
| 26 de febrero | D     | Aprendices Chaqueños                  | 0 | 2 - 5         | 1 | Sarmiento (Resistencia)       |
| 19 de febrero | E     | Jorge Newbery (Villa Mercedes)        | 1 | 2 - 3         | 2 | Juventud Unida Universitario  |
| 26 de febrero | E     | Jorge Newbery (Villa Mercedes)        | 1 | 2 - 3         | 1 | Juventud Unida Universitario  |
| 19 de febrero | E     | Sportivo Belgrano (Almafuerte)        | 0 | 0 - 2         | 2 | Alumni (Villa María)          |
| 26 de febrero | E     | Sportivo Belgrano (Almafuerte)        | 0 | 0 - 2         | 0 | Alumni (Villa María)          |
| 19 de febrero | E     | Fusión Belgrano-Toro (Coronel Moldes) | 2 | 5 - 1         | 0 | Talleres (Cruz del Eje)       |
| 26 de febrero | E     | Fusión Belgrano-Toro (Coronel Moldes) | 3 | 5 - 1         | 1 | Talleres (Cruz del Eje)       |
| 19 de febrero | F     | Sport Club Pacífico (General Alvear)  | 1 | 1 - 3         | 3 | San Martín                    |
| 26 de febrero | F     | Sport Club Pacífico (General Alvear)  | 0 | 1 - 3         | 0 | San Martín                    |
| 19 de febrero | F     | Deportivo Argentino (San Rafael)      | 2 | 2 - 1         | 1 | San Carlos de Chapanay        |
| 26 de febrero | F     | Deportivo Argentino (San Rafael)      | 0 | 2 - 1         | 0 | San Carlos de Chapanay        |
| 19 de febrero | F     | Juventud Unida (Plaza Huincul)        | 1 | (2) 2 - 2 (3) | 1 | Independiente (Neuquén)       |
| 26 de febrero | F     | Juventud Unida (Plaza Huincul)        | 1 | (2) 2 - 2 (3) | 1 | Independiente (Neuquén)       |
| 19 de febrero | G     | Estudiantes (Santiago del Estero)     | 0 | 4 - 4(v)      | 3 | San Lorenzo de Alem           |
| 26 de febrero | G     | Estudiantes (Santiago del Estero)     | 4 | 4 - 4(v)      | 1 | San Lorenzo de Alem           |

## Segunda etapa
| Fechas      | Grupo | Local en la vuelta                    |   | Global        |   | Local en la ida              |
| ----------- | ----- | ------------------------------------- | - | ------------- | - | ---------------------------- |
| 5 de marzo  | A     | Olimpo                                | 0 | (2) 1 - 1 (4) | 1 | Huracán (Tres Arroyos)       |
| 12 de marzo | A     | Olimpo                                | 1 | (2) 1 - 1 (4) | 0 | Huracán (Tres Arroyos)       |
| 5 de marzo  | A     | Jorge Newbery (Junín)                 | 1 | 1 - 2         | 2 | Juventud (Pergamino)         |
| 12 de marzo | A     | Jorge Newbery (Junín)                 | 0 | 1 - 2         | 0 | Juventud (Pergamino)         |
| 5 de marzo  | A     | Ferrocarril Sud (Tandil)              | 1 | 3 - 3(v)      | 1 | Quilmes (Mar del Plata)      |
| 19 de marzo | A     | Ferrocarril Sud (Tandil)              | 2 | 3 - 3(v)      | 2 | Quilmes (Mar del Plata)      |
| 5 de marzo  | B     | Boxing Club                           | 0 | 0 - 5         | 4 | Deportivo Roca               |
| 12 de marzo | B     | Boxing Club                           | 0 | 0 - 5         | 1 | Deportivo Roca               |
| 5 de marzo  | B     | Huracán (Comodoro Rivadavia)          | 0 | P - G         | 0 | Gaiman F.C.                  |
| 12 de marzo | B     | Huracán (Comodoro Rivadavia)          | P | P - G         | G | Gaiman F.C.                  |
| 5 de marzo  | C     | Libertad (Concordia)                  | 1 | 2 - 0         | 0 | Ñapindá (Colón)              |
| 12 de marzo | C     | Libertad (Concordia)                  | 1 | 2 - 0         | 0 | Ñapindá (Colón)              |
| 19 de marzo | C     | Bartolomé Mitre (Posadas)             | 2 | 3 - 2         | 1 | Sportivo Eldorado            |
| 26 de marzo | C     | Bartolomé Mitre (Posadas)             | 1 | 3 - 2         | 1 | Sportivo Eldorado            |
| 5 de marzo  | D     | Sportivo (Álvarez)                    | 1 | 3 - 2         | 1 | Atenas (Santa Fe)            |
| 12 de marzo | D     | Sportivo (Álvarez)                    | 2 | 3 - 2         | 1 | Atenas (Santa Fe)            |
| 5 de marzo  | D     | Sportivo Patria                       | 3 | 7 - 5         | 2 | Sarmiento (Resistencia)      |
| 12 de marzo | D     | Sportivo Patria                       | 4 | 7 - 5         | 3 | Sarmiento (Resistencia)      |
| 5 de marzo  | E     | Fusión Belgrano-Toro (Coronel Moldes) | 2 | 3 - 5         | 3 | Alumni (Villa María)         |
| 12 de marzo | E     | Fusión Belgrano-Toro (Coronel Moldes) | 1 | 3 - 5         | 2 | Alumni (Villa María)         |
| 5 de marzo  | E     | San Martín (San Juan)                 | 0 | (3) 1 - 1 (4) | 1 | Juventud Unida Universitario |
| 12 de marzo | E     | San Martín (San Juan)                 | 1 | (3) 1 - 1 (4) | 0 | Juventud Unida Universitario |
| 5 de marzo  | F     | Deportivo Argentino (San Rafael)      | 1 | 4 - 6         | 3 | San Martín (Mendoza)         |
| 12 de marzo | F     | Deportivo Argentino (San Rafael)      | 3 | 4 - 6         | 3 | San Martín (Mendoza)         |
| 5 de marzo  | F     | All Boys (Santa Rosa)                 | 2 | 5 - 1         | 0 | Independiente (Neuquén)      |
| 12 de marzo | F     | All Boys (Santa Rosa)                 | 3 | 5 - 1         | 1 | Independiente (Neuquén)      |
| 5 de marzo  | G     | Atlético Ledesma                      | 1 | 6 - 4         | 3 | San Lorenzo de Alem          |
| 12 de marzo | G     | Atlético Ledesma                      | 5 | 6 - 4         | 1 | San Lorenzo de Alem          |

## Tercera etapa
| Fechas      | Grupo | Local en la vuelta           |   | Global   |   | Local en la ida        |
| ----------- | ----- | ---------------------------- | - | -------- | - | ---------------------- |
| 19 de marzo | A     | Juventud (Pergamino)         | 1 | 4 - 2    | 3 | Huracán (Tres Arroyos) |
| 26 de marzo | A     | Juventud (Pergamino)         | 3 | 4 - 2    | 0 | Huracán (Tres Arroyos) |
| 19 de marzo | B     | Gaiman F.C.                  | 1 | 1 - 3    | 2 | Deportivo Roca         |
| 26 de marzo | B     | Gaiman F.C.                  | 0 | 1 - 3    | 1 | Deportivo Roca         |
| 2 de abril  | C     | Patronato                    | 0 | 2 - 0    | 0 | Libertad (Concordia)   |
| 9 de abril  | C     | Patronato                    | 2 | 2 - 0    | 0 | Libertad (Concordia)   |
| 2 de abril  | C     | Benjamín Matienzo (Goya)     | 0 | 2 - 1    | 0 | Boca Unidos            |
| 9 de abril  | C     | Benjamín Matienzo (Goya)     | 2 | 2 - 1    | 1 | Boca Unidos            |
| 19 de marzo | D     | Sportivo Patria              | 2 | (v)6 - 6 | 5 | Sportivo (Álvarez)     |
| 26 de marzo | D     | Sportivo Patria              | 4 | (v)6 - 6 | 1 | Sportivo (Álvarez)     |
| 19 de marzo | E     | Juventud Unida Universitario | 2 | 4 - 2    | 1 | Alumni (Villa María)   |
| 26 de marzo | E     | Juventud Unida Universitario | 2 | 4 - 2    | 1 | Alumni (Villa María)   |
| 19 de marzo | F     | All Boys (Santa Rosa)        | 0 | 3 - 4    | 4 | San Martín (Mendoza)   |
| 26 de marzo | F     | All Boys (Santa Rosa)        | 3 | 3 - 4    | 0 | San Martín (Mendoza)   |

## Cuarta etapa
| Fechas      | Grupo | Local en la vuelta        |   | Global |   | Local en la ida         |
| ----------- | ----- | ------------------------- | - | ------ | - | ----------------------- |
| 2 de abril  | A     | Juventud (Pergamino)      | 0 | 3 - 5  | 3 | Quilmes (Mar del Plata) |
| 9 de abril  | A     | Juventud (Pergamino)      | 3 | 3 - 5  | 2 | Quilmes (Mar del Plata) |
| 16 de abril | C     | Bartolomé Mitre (Posadas) | 1 | 2 - 4  | 2 | Patronato               |
| 23 de abril | C     | Bartolomé Mitre (Posadas) | 1 | 2 - 4  | 2 | Patronato               |

## Quinta etapa
| Fechas      | Grupo | Local en la vuelta       |   | Global   |   | Local en la ida |
| ----------- | ----- | ------------------------ | - | -------- | - | --------------- |
| 30 de abril | C     | Benjamín Matienzo (Goya) | 0 | 1 - 1(v) | 0 | Patronato       |
| 7 de mayo   | C     | Benjamín Matienzo (Goya) | 1 | 1 - 1(v) | 1 | Patronato       |

## Finales
| Fechas      | Grupos | Local en la vuelta      |   | Global        |   | Local en la ida              |
| ----------- | ------ | ----------------------- | - | ------------- | - | ---------------------------- |
| 16 de abril | A - B  | Quilmes (Mar del Plata) | 0 | 1 - 8         | 4 | Deportivo Roca               |
| 23 de abril | A - B  | Quilmes (Mar del Plata) | 1 | 1 - 8         | 4 | Deportivo Roca               |
| 14 de mayo  | D - C  | Sportivo Patria         | 2 | 2 - 4         | 4 | Patronato                    |
| 21 de mayo  | D - C  | Sportivo Patria         | 0 | 2 - 4         | 0 | Patronato                    |
| 16 de abril | F - E  | San Martín (Mendoza)    | 0 | (4) 2 - 2 (3) | 1 | Juventud Unida Universitario |
| 24 de abril | F - E  | San Martín (Mendoza)    | 2 | (4) 2 - 2 (3) | 1 | Juventud Unida Universitario |
| 19 de marzo | H - G  | Andino Sport Club       | 0 | 0 - 6         | 3 | Atlético Ledesma             |
| 26 de marzo | H - G  | Andino Sport Club       | 0 | 0 - 6         | 3 | Atlético Ledesma             |

## Clasificados al Campeonato Nacional 1978
- Atlético Ledesma
- Deportivo Roca
- Patronato
- San Martín (Mendoza)